# Gonzalo Morales
Gonzalo Javier Morales (Córdoba, 4 marzo 2003) è un calciatore argentino, attaccante del Barracas Central in prestito dal Boca Juniors.

## Caratteristiche tecniche
Ha iniziato la sua carriera come centrocampista, per poi spostarsi in attacco nelle giovanili del Boca.

## Carriera
Aranda è entrato a far parte del settore giovanile del Boca Juniors nel 2015, all'età di 12 anni, proveniente dal Deportivo Atalaya.
Il 26 agosto 2022 ha firmato il suo primo contratto professionistico con il Boca, valido fino al 2026 ed il 24 settembre ha fatto il suo esordio in prima squadra, in Primera División contro il Godoy Cruz. Cinque giorni dopo è sceso in campo dal primo minuto contro il Quilmes in Copa Argentina ed ha realizzato il suo primo gol fra i professionisti nella vittoria per 3-2. Il 2 ottobre è andato a segno anche in Primera División, decidendo la sfida contro il Vélez Sarsfield.
L'11 agosto 2023 è stato prestato per 18 mesi all'Unión (SF).

## Statistiche

### Presenze e reti nei club
Statistiche aggiornate al 4 maggio 2025.
| Stagione            | Squadra             | Campionato          | Campionato | Campionato | Coppe nazionali | Coppe nazionali | Coppe nazionali | Coppe continentali | Coppe continentali | Coppe continentali | Altre coppe | Altre coppe | Altre coppe | Totale | Totale |
| Stagione            | Squadra             | Comp                | Pres       | Reti       | Comp            | Pres            | Reti            | Comp               | Pres               | Reti               | Comp        | Pres        | Reti        | Pres   | Reti   |
| ------------------- | ------------------- | ------------------- | ---------- | ---------- | --------------- | --------------- | --------------- | ------------------ | ------------------ | ------------------ | ----------- | ----------- | ----------- | ------ | ------ |
| 2022                | Boca Juniors        | PD                  | 5          | 1          | CA+CdL          | 2+0             | 1+0             | CL                 | -                  | -                  | SA+TdC      | -           | -           | 7      | 2      |
| gen.-ago. 2023      | Boca Juniors        | PD                  | 1          | 0          | CA+CdL          | 1+0             | 0               | CL                 | 0                  | 0                  | SI          | -           | -           | 2      | 0      |
| Totale Boca Juniors | Totale Boca Juniors | Totale Boca Juniors | 6          | 1          |                 | 3               | 1               |                    | 0                  | 0                  |             | -           | -           | 9      | 2      |
| ago.-dic. 2023      | Unión (SF)          | PD                  | -          | -          | CA+CdL          | 0+14            | 0+4             | -                  | -                  | -                  | -           | -           | -           | 14     | 4      |
| 2024                | Unión (SF)          | PD                  | 19         | 4          | CA+CdL          | 1+9             | 0+1             | -                  | -                  | -                  | -           | -           | -           | 29     | 5      |
| Totale Unión (SF)   | Totale Unión (SF)   | Totale Unión (SF)   | 19         | 4          |                 | 24              | 5               |                    | -                  | -                  |             | -           | -           | 43     | 9      |
| 2025                | Barracas Central    | PD                  | 12         | 1          | CA              | 1               | 0               | -                  | -                  | -                  | -           | -           | -           | 13     | 1      |
| Totale carriera     | Totale carriera     | Totale carriera     | 37         | 6          |                 | 42              | 10              |                    | 0                  | 0                  |             | -           | -           | 79     | 16     |

## Palmarès

### Club

#### Competizioni nazionali
- Campionato argentino: 1

Boca Juniors: 2022
- Copa de la Liga Profesional: 1

Boca Juniors: 2022
- Supercopa Argentina: 1

Boca Juniors: 2022